# Chrysophyceae
Classe
Les Chrysophyceae, ou Chrysophycées en français, sont une classe d’algues unicellulaires de couleur brun-jaune vivant souvent parmi le plancton en eau salée ou en eau douce. Leur couleur caractéristique est due aux pigments caroténoïdes qu'elles contiennent. Une chrysophycée possède généralement deux flagelles situés à l'une des extrémités de la cellule. Elles sont toutes photosynthétiques. Par exemple   :
- Dinobryon, vivant en colonies en eau douce.
- Uroglena apiculata, dont le lac Léman a connu un développement exceptionnel en 1999.

Des chrysophytes font partie des rares espèces d'algues connues pour significativement modifier le gout et l'odeur de l'eau. 

## Étymologie
Le nom Chrysophyceae vient du grec χρυσός / khrusos, or, en référence à leurs cellules colorées par un ou plusieurs plastes jaunes ou brun. Le nom vernaculaire anglophone de ces algues est d'ailleurs « golden algae » (algue dorée).

## Liste des ordres
Selon AlgaeBase (17 février 2022) :
- Apoikiales Boenigk & Grossmann
- Chromulinales Pascher
- Chrysosaccales Bourrelly
- Chrysosphaerales
- Hibberdiales R.A.Andersen
- Hydrurales Pascher
- Ochromonadales Pascher
- Paraphysomonadales
- Phaeoplacales Bourrelly
- Rhizochrysidales
- Segregatospumellales Boenigk & Grossmann
- Synurales R.A.Andersen
- Thallochrysidales Bourrelly
- Chrysophyceae ordo incertae sedis

Selon Paleobiology Database (15 août 2017) :
- non-classé Phytomastigophora

Autres ordres :
- Isochrysidales
- Pedinellales